# Herzi Halewi

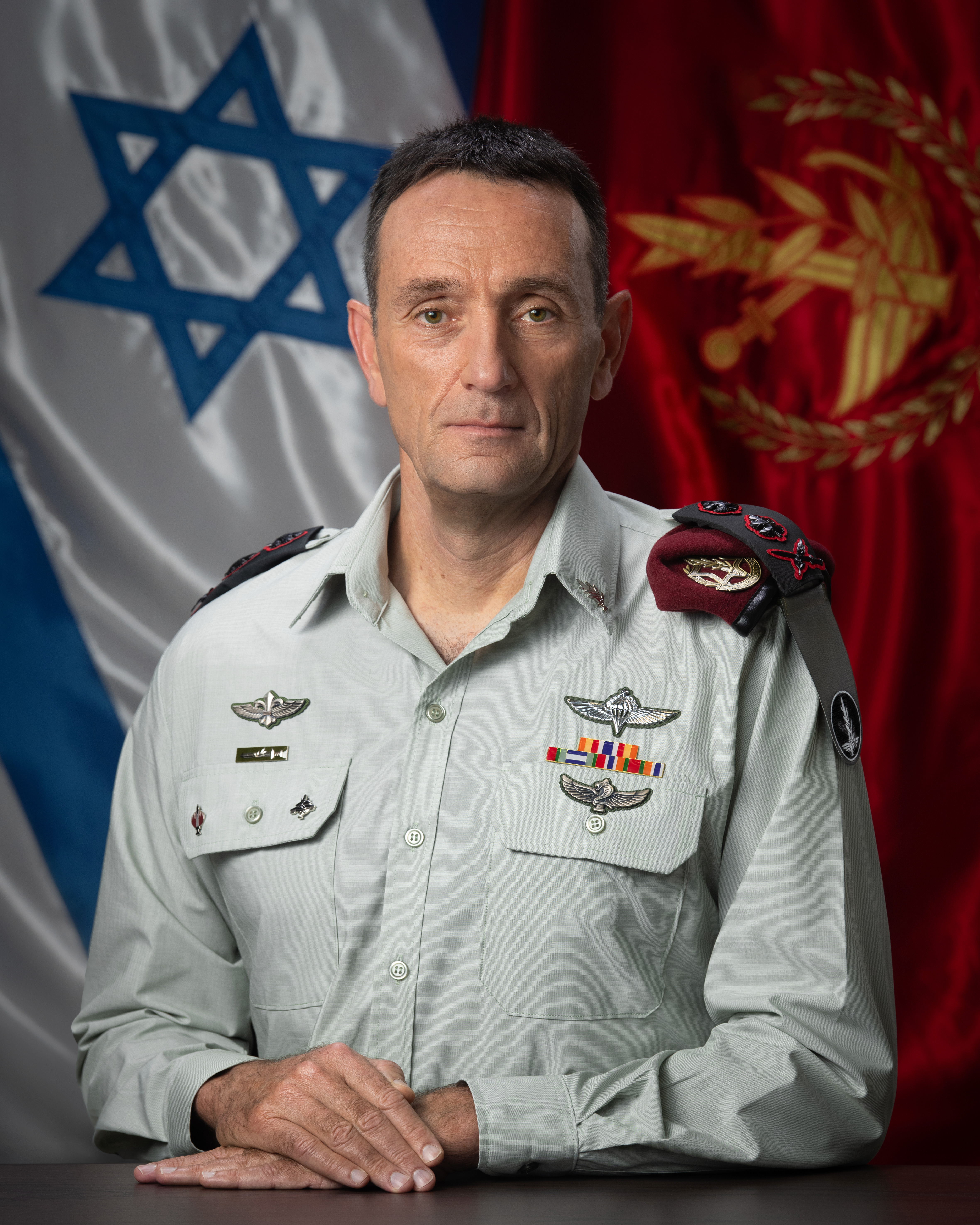
Herzi Halewi, 2023

Herzi Halewi (Hebräisch: הרצי (הרצל) הלוי; geb. 17. Dezember 1967 in Jerusalem) ist ein israelischer Generalleutnant (Rav-Aluf) der IDF. Er war seit 2021 stellvertretender Generalstabschef und zuvor Chef des Militärgeheimdienstes Aman und Kommandeur des IDF-Südkommandos. Am 23. Oktober 2022 bestätigte die israelische Regierung die Ernennung von Herzi Halewi zum 23. Generalstabschef (Ramatkal). Er trat den Posten im Januar 2023 an. Im Januar 2025 kündigte er seinen Rücktritt an, als sein Nachfolger wurde Eyal Zamir nominiert.

## Ausbildung
Halewi studierte von 1995 bis 1998 an der Hebräischen Universität Jerusalem und schloss mit einem B.A. in Philosophie und Business Administration ab. Von 2004 bis 2005 studierte er an der renommierten National Defense University in Washington, D.C. und schloss mit einem Master in „National Resources Management“ ab. 2007 absolvierte er einen Brigade Commanders’ Course und 2010 einen Division Commanders’ Course.

## Militärische Karriere und Aktivitäten
In den IDF diente er von 1985 bis 1992 in verschiedenen Kommandoaufgaben in der Fallschirmjägerbrigade. Von 1993 bis 1998 hatte er Verwendungen in verschiedenen Positionen von Antiterroreinheiten. Ab 2000 war er Chef der Operationsplanung der IDF und ab 2001 Kommandeur der Antiterroreinheiten der IDF. Ab 2005 kommandierte er die IDF Menashe Brigade sowie die Brigade des Westjordanland („Judea und Samaria–Division“), stationiert in Dschenin und dem Norden des Westjordanlandes. Danach befehligte er unter anderem die Galilea Einheit der IDF. 2004 wechselte er in die Leitung der israelischen Militärhochschule. 2014 wurde er zum Chef des israelischen Militärgeheimdienstes Aman berufen.
Am 6. Juni 2018 wurde Halewi Kommandeur des Israelischen Südkommandos und war verantwortlich für die IDF-Aktivitäten am und im Gazastreifen. Im November 2019 befehligte er die Kommandotruppen der IDF bei der Operation Black Belt beim Kampf gegen den Islamischen Dschihad in Palästina (PIJ). Zuvor tötete die Luftwaffe des IDF gezielt den hochrangigen PIJ-Kommandeur und Chef der al-Kuds-Brigaden, Baha Abu al-Ata in Gaza.
Am 11. Juli 2021 wurde Halewi zum stellvertretenden Generalstabschef und am 16. Januar 2023 zum Generalstabschef der Israelischen Verteidigungsstreitkräfte (IDF) als Nachfolger von Aviv Kochavi ernannt. In seine Amtszeit als Generalstabschef der IDF fiel der Terrorangriff der Hamas auf Israel am 7. Oktober 2023, bei dem mehreren Militärposten und Ortschaften nahe der „Grünen Linie“ zum Gazastreifen von palästinensischen Terroristen vom Gazastreifen aus angegriffen wurden. Bereits am Folgetag setzen zur Unterstützung der Hamas nahezu täglich anhaltender Beschuss durch die Hisbollah und mit dieser Terrororganisation verbündeter Milizen aus dem Libanon ein, woraufhin Israel mit Bodenoffensiven im Gazastreifen (siehe Israelische Militäroperation „Eiserne Schwerter“) und Südlibanon reagierte (siehe Israelische Bodenoffensive im Südlibanon 2024). 
Innerhalb der nächsten ca. 15 Monate wurde Israel fortlaufend von iranisch unterstützten Paramilitärs aus dem Jemen, Irak und Syrien mit Granaten, Drohnen und Raketen unter Beschuss genommen. Im seit dem Sechstagekrieg (1967) besetzten Westjordanland führten israelische Militärs seit dem 7. Oktober 2023 anhaltend Antiterroreinsätze gegen aufständische Palästinenser durch. Der Iran, der bis zum April 2024 als Unterstützer der Terrororganisationen Hamas und Hisbollah im Hintergrund agiert hatte, führte am 13. April 2024 und 1. Oktober 2024 direkt Luftangriffe gegen Ziele in Israel, die Gegenschläge der israelischen Luftwaffe auf militärische Ziele im Iran zur Folge hatten (siehe Iranischer Angriff auf Israel im April 2024 und Iranischer Angriff auf Israel im Oktober 2024). Am 27. Oktober 2024  trat ein Waffenstillstand mit der Hisbollah im Libanon und am 19. Januar 2025 ein Waffenstillstand und Gefangenenaustausch mit der Hamas im Gazastreifen in Kraft.
Am 21. Januar 2025 kündigte Halewi seinen Rücktritt für den 6. März 2025 an und begründete diesen Schritt mit seiner Verantwortung für das Versagen der IDF am 7. Oktober 2023.

## Sonstiges
Herzi Halewi ist verheiratet und hat vier Kinder.